# Ganoderma polychromum
Ganoderma polychromum es un género de hongos de repisa cosmopolita. Fue descrito por primera vez por Edwin Bingham Copeland, y William Alphonso Murrill le dio el nombre exacto en 1908. 

## Descripción
Himenóforo solitario o superimpuesto de color avellana por dentro. 

## Hábitat
Esta especie de hongo se encuentra troncos podridos de roble, sauce y molle.